# Факла
Факла или факел (на немски: Fackel, на латински: facula) е преносим ръчно източник на осветление и огън. Изгражда се, като на пръчка или дръжка, в горната й част, се увива плат, напоен със смола или друг запалим материал и се привързва с въже. 

## В културата
Факлите са използвани да поддържат осветлението в замъци.
Статуята на свободата (която има названието „Свободата, която осветява света“) носи факла с едната си ръка, като символ на просветлението и надеждата.
Във фантастичния филм Аватар (2009 г., режисьор - Джеймс Камерън) главния герой Джейк Съли запалва саморъчно направена факла в гората на планетата Пандора, за да се предпази от живеещите в нея хищни извънземни.

## В спорта
Олимпийският факел е традиция, наследена от Древна Гърция, където, на олтара на Хера, Слънцето запалва пламъка му. Огънят на олимпийския факел е символ на честната борба за победа. В съвременните олимпийски игри огънят бива запалван в Гърция, а след това щафетно е пренасян в града, където се провеждат поредните олимпийски игри. Съвременния тип олимпийски факел е използван за първи път през 1928 г. на игрите в Амстердам. Днес (21. век) пламъкът гори непрекъснато до закриването на игрите..
На футболните стадиони агитките ползват специални пиро-факли, които са и оцветени в различни цветове, за да поддържат своите футболни клубове.